# エジプト・カップ
エジプト・カップ（アラビア語: كأس مصر、英語: Egypt Cup）は、エジプトサッカー協会が主催するエジプトにおけるサッカーのカップ戦である。
エジプト・プレミアリーグ、エジプト・スーパーカップと並び、国内3大タイトルと呼ばれる。

## 歴代優勝クラブ
| - 1921-22: アル・ザマレク - 1922-23: テルサーナSC - 1923-24: アル・アハリ - 1924-25: アル・アハリ - 1925-26: アル・イテハド・アル・セカンダリー - 1926-27: アル・アハリ - 1927-28: アル・アハリ - 1928-29: テルサーナSC - 1929-30: アル・アハリ - 1930-31: アル・アハリ - 1931-32: アル・ザマレク - 1932-33: アル・オリンピ - 1933-34: アル・オリンピ - 1934-35: アル・ザマレク - 1935-36: アル・イテハド・アル・セカンダリー - 1936-37: アル・アハリ - 1937-38: アル・ザマレク - 1938-39: アル・テラム - 1939-40: アル・アハリ - 1940-41: アル・ザマレク - 1941-42: アル・アハリ - 1942-43: アル・ザマレク、アル・アハリ - 1943-44: アル・ザマレク - 1944-45: アル・アハリ - 1945-46: アル・アハリ - 1946-47: アル・アハリ - 1947-48: アル・イテハド・アル・セカンダリー - 1948-49: アル・アハリ - 1949-50: アル・アハリ - 1950-51: アル・アハリ - 1951-52: アル・ザマレク - 1952-53: アル・アハリ - 1953-54: テルサーナSC - 1954-55: アル・ザマレク | - 1955-56: アル・アハリ - 1956-57: アル・ザマレク - 1957-58: アル・ザマレク、アル・アハリ - 1958-59: アル・ザマレク - 1959-60: アル・ザマレク - 1960-61: アル・アハリ - 1961–62: アル・ザマレク - 1962–63: アル・イテハド・アル・セカンダリー - 1963–64: アル・クァナ - 1964–65: テルサナSC - 1965–66: アル・アハリ - 1966–67: テルサナSC - 1972–73: アル・イテハド・アル・セカンダリー - 1974–75: アル・ザマレク - 1975–76: アル・イテハド・アル・セカンダリー - 1976–77: アル・ザマレク - 1977–78: アル・アハリ - 1978–79: アル・ザマレク - 1980–81: アル・アハリ - 1982–83: アル・アハリ - 1983–84: アル・アハリ - 1984–85: アル・アハリ - 1985–86: テルサーナSC - 1987–88: アル・ザマレク - 1988–89: アル・アハリ - 1989–90: アル・ムカーウィルーン・アル・アラブ - 1990–91: アル・アハリ - 1991–92: アル・アハリ - 1992–93: アル・アハリ - 1994–95: アル・ムカーウィルーン・アル・アラブ - 1995–96: アル・アハリ - 1996–97: アル・イスマイリー | - 1997–98: アル・マスリ - 1998–99: アル・ザマレク - 1999–00: アル・イスマイリー - 2000–01: アル・アハリ - 2001–02: アル・ザマレク - 2002–03: アル・アハリ - 2003–04: アル・ムカーウィルーン・アル・アラブ - 2004–05: ENPPI - 2005–06: アル・アハリ - 2006–07: アル・アハリ - 2007–08: アル・ザマレク - 2008–09: ハラス・エル・ホドゥード - 2009–10: ハラス・エル・ホドゥード - 2010-11: ENPPI - 2011-12: 中止 - 2013: アル・ザマレク - 2014: アル・ザマレク - 2015: アル・ザマレク - 2016: アル・ザマレク - 2017: アル・アハリ - 2017–18: アル・ザマレク - 2018–19: アル・ザマレク - 2019–20: アル・アハリ - 2020-21: アル・ザマレク - 2021-22: アル・アハリ |

## クラブ別優勝回数
| クラブ名                             | 優勝回数 |
| ------------------------------------ | -------- |
| アル・アハリ                         | 38       |
| アル・ザマレク                       | 28       |
| アル・イテハド・アル・セカンダリー   | 6        |
| テルサーナSC                         | 6        |
| アル・ムカーウィルーン・アル・アラブ | 3        |
| アル・イスマイリーSC                 | 2        |
| アル・オリンピ                       | 2        |
| ENPPI                                | 2        |
| ハラス・エル・ホドード               | 2        |
| アル・マスリ                         | 1        |
| アル・テラム                         | 1        |
| アル・カナー                         | 1        |